# 리쥔하오
리쥔하오(중국어 정체자: 李俊濠, 병음: Lî Jùnháo, 한자음: 이준호, 1997년 7월 14일 ~ )는 중화인민공화국의 배우이자 가수이다.

## 방송
- 아문적소년시대
- 청춘유니 (시즌 3)